# Američki muzej prirodne istorije
Američki muzej prirodne istorije (engl. American Museum of Natural History - AMNH), smešten na Gornjoj zapadnoj strani Menhetna, u Njujorku, je jedan od najvećih muzeja prirodne istorije na svetu. Smešten u parku Teodora Ruzvelta preko puta Centralnog parka, muzejski kompleks sadrži 28 međusobno povezanih zgrada koje imaju 45 stalnih izložbenih dvorana, pored planetarijuma i biblioteke. Muzejske zbirke sadrže preko 33 miliona primeraka biljaka, životinja, fosila, minerala, stena, meteorita, ljudskih ostataka i ljudskih kulturnih artefakata, od kojih se samo mali deo može prikazati u bilo kom trenutku i zauzima više od 190.000 m². Muzej ima 225 stalnog naučnog osoblja, sponzira preko 120 specijalnih ekspedicija svake godine, i prosečno godišnje ima oko pet miliona posetilaca.
AMNH je privatna 501(c)(3) organizacija. Jedna od izjava o misiji Američkog muzeja prirodne istorije je: „Otkrivanje, tumačenje i širenje - naučnim istraživanjem i obrazovanjem - saznanja o ljudskim kulturama, prirodnom svetu i univerzumu”.

## Istorija

### Osnivanje
Pre izgradnje sadašnjeg kompleksa, muzej je bio smešten u zgradi Arsenala u Centralnom parku. Teodor Ruzvelt, stariji, otac Teodora Ruzvelta, 26. predsednika SAD, bio je jedan od osnivača zajedno sa Džonom Dejvidom Volfom, Vilijamom T. Blodžetom, Robertom L. Stjuartom, Endru H. Grinom, Robertom Kolgejtom, Morisom K. Džesupom, Bendžaminom H. Fildom, D. Džekson Stjuardom, i nizom drugih. Osnivanjem muzeja ostvaren je san prirodnjaka dr Alberta S. Bikmora. Bikmor, svojevremeno student zoologa Luisa Agasiza, godinama je neumorno lobirao za osnivanje prirodoslovnog muzeja u Njujorku. Njegov predlog, podržan od strane njegovih moćnih sponzora, dobio je podršku njujorškog guvernera Džona Tompsona Hofmana, koji je 6. aprila 1869. potpisao zakon kojim se zvanično stvoren Američki muzej prirodne istorije.>
Prirodnjak dr Albert S. Bikmor osmislio je ideju za Američki prirodnjački muzej 1861. godine. U to vreme studirao je u Kembridžu, u Masačusetsu, u Muzeju uporedne zoologije Luisa Agasiza. Uočivši da su mnogi evropski muzeji prirodne istorije bili u naseljenim gradovima, Bikmor je u biografiji napisao: „Sada je Njujork naš grad najvećeg bogatstva i stoga verovatno najbolja lokacija za budući muzej prirodne istorije za celu našu zemlju.“ Bikmor je nekoliko godina lobirao za osnivanje prirodnjačkog muzeja u Njujorku. Po završetku Američkog građanskog rata, Bikmor je zamolio brojne istaknute Njujorčane, kao što je Villiam E. Dodž mlađi, da sponziraju njegov muzej. Iako sam Dodž nije mogao da finansira muzej u to vreme, upoznao je prirodnjaka sa Teodorom Ruzveltom starijim, ocem budućeg predsednika SAD Teodora Ruzvelta.
Pozivi za muzej prirodne istorije su se povećali nakon što je Barnumov američki muzej izgoreo 1868. godine. Osamnaest istaknutih Njujorčana je tog decembra napisalo pismo Komisiji Centralnog parka, tražeći stvaranje prirodnjačkog muzeja u Central Parku. Komesar Centralnog parka Endrju Hasvel Grin ukazao je na svoju podršku projektu u januaru 1869. Za muzej je formiran upravni odbor. Sledećeg meseca Bikmor i Džozef Hodžis Čojt su izradili nacrt povelje za muzej, koju je upravni odbor odobrio bez ikakvih promena. U ovoj povelji je prvi put upotrebljen naziv „Američki muzej prirodne istorije“. Bikmor je rekao da želi da naziv muzeja odražava njegovo „očekivanje da će naš muzej na kraju postati vodeća institucija te vrste u našoj zemlji“, slično Britanskom muzeju. Pre nego što je muzej osnovan, Bikmor je morao da dobije odobrenje od šefa Tvida, vođe moćne i korumpirane političke organizacije Tamani Hol. Zakon o osnivanju Američkog muzeja prirodne istorije morao je da potpiše Džon Tompson Hofman, guverner Njujorka, koji je bio povezan sa Tvidom.
Nakon toga, predsedavajući izvršnog komiteta AMNH-a je pitao Grina da li muzej može da koristi dva gornja sprata Arsenala u Central Parku, a Grin je odobrio zahtev u januaru 1870. godine. Uzorci insekata postavljeni su na donjem nivou Arsenala, dok su kamenje, fosili, sisari, ptice, ribe i gmizavci postavljeni na gornji nivo. Muzej je otvoren u okviru Arsenala 22. maja 1871. godine. AMNH je postao popularan u narednim godinama. Lokacija Arsenala je samo u prvih devet meseci 1876. imala 856.773 posetilaca, više nego što je Britanski muzej zabeležio za celu 1874. godinu.

### Konstrukcija
Godine 1874, kamen temeljac je položen za prvu zgradu muzeja, koja je sada skrivena od pogleda mnogim zgradama u kompleksu koji danas zauzima veći deo Menhetnskog trga. Originalnu viktorijansku gotičku zgradu, koja je otvorena 1877. godine, dizajnirali su Kalvert Voks i J. Rej Mould, koji su već bili blisko identifikovani sa arhitekturom Centralnog Parka.‍:19–20

## Galerija
- Bengalski tigar u Američkom muzeju prirodne istorije
- Diorama u Ejkli dvorani afričkih sisara
- Diorama u Ejkli dvorani afričkih sisara
- Diorama u Ejkli dvorani afričkih sisara
- Konzervatorija leptira
- Izložba u Milstinovoj dvorani okeanskog sveta
- Tibetanska Vadžrapani statua
- Tibetanska Kalačakra statua
- Južni opseg muzeja, i neke od zapadnih fasada, iz 1920-ih
- Diorama američkog bizona i račvoroge antilope (desno)
- Pogled na muzej noću, gledajući severozapadno sa zapadnog Centralnog parka

## Literatura
- American Museum of Natural History, Memorial Hall, Theodore Roosevelt Memorial Building (PDF) (Извештај). New York City Landmarks Preservation Commission. 22. 7. 1975. Архивирано (PDF) из оригинала 19. 5. 2021. г.
- Davey, Colin (2019). The American Museum of Natural History and How It Got That Way: With a New Preface by the Author and a New Foreword by Neil deGrasse Tyson. Fordham University Press. ISBN 978-0-8232-8707-9.
- Macaulay-Lewis, Elizabeth (2021). Antiquity in Gotham: The Ancient Architecture of New York City. Fordham University Press. стр. 96—98. ISBN 978-0-8232-9384-1. OCLC 1176326519. Архивирано из оригинала 20. 5. 2022. г. Приступљено 31. 5. 2022.
- The New York State Theodore Roosevelt Memorial (PDF) (Извештај). American Museum of Natural History. 19. 1. 1936. Архивирано (PDF) из оригинала 3. 6. 2022. г.
- Osborn, Henry Fairfield (1911). The American Museum of Natural History: Its Origin, Its History, the Growth of Its Departments to December 31, 1909. "Curators' ed., 600 copies.". Irving Press.
- Preston, Douglas (1986). Dinosaurs in the Attic: An Excursion into the American Museum of Natural History. New York City: St. Martin's Press. ISBN 0-312-10456-1.

## Spoljašnje veze
- Zvanični veb-sajt

40° 46′ 50″ N 73° 58′ 29″ W / 40.78056° С; 73.97472° З